# Sunnyvale, California

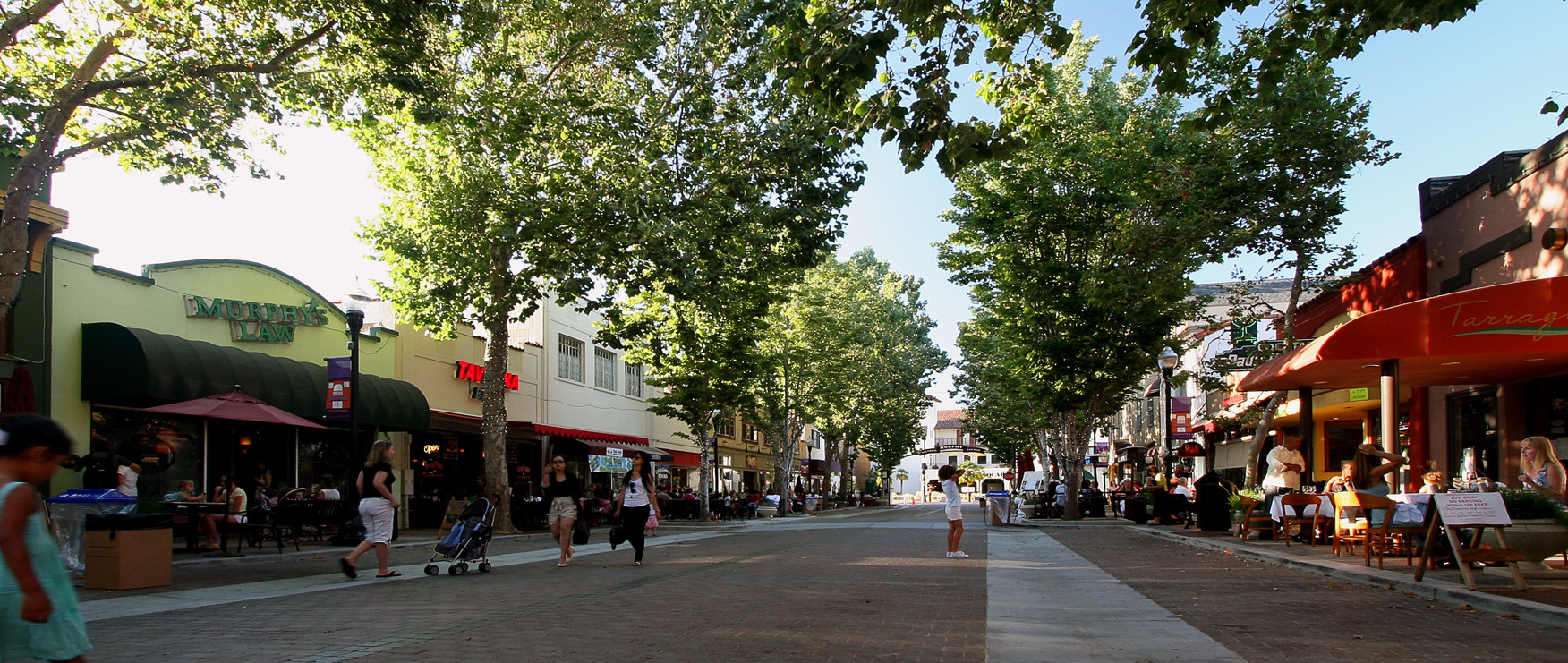
Trung tâm Sunnyvale

Sunnyvale, California là một thành phố thuộc quận Santa Clara trong tiểu bang California, Hoa Kỳ. Thành phố có tổng diện tích 58,765 km², trong đó diện tích đất là 56,947 km². Theo điều tra dân số Hoa Kỳ năm 2010, thành phố có dân số 140.081 người.
Sunnyvale là một trong các thành phố lớn tạo nên Thung lũng Silicon nằm ở khu vực vịnh San Francisco. Thành phố được bao bọc bởi các khu vực San Jose ở phía bắc, sân bay liên bang Moffett ở phía tây bắc, Mountain View ở phía tây, Los Altos ở phía tây nam, Cupertino về phía nam, và Santa Clara ở phía đông. Nó nằm dọc theo con đường El Camino Real lịch sử và đường cao tốc 101.
Là một phần của Thung lũng Silicon, các công ty công nghệ cao như Maxim Integrated Products, Juniper Networks, Palm, Inc, AMD, NetApp, Spansion, Yahoo!, AppliedMicro và Ariba đặt trụ sở chính tại đây. Sunnyvale cũng là nơi đặt trụ sở của một số công ty hàng không vũ trụ, công ty quốc phòng Lockheed Martin có một cơ sở chính tại Sunnyvale, và Honeywell, Northrop Grumman Electronic Systems - Marine Systems (trước đây là Joshua Hendy Iron Works), và Spirent cũng có văn phòng tại Sunnyvale. Sunnyvale cũng là nơi có Trạm căn cứ không quân Onizuka, nơi tòa nhà chính, tại địa phương được gọi là Blue Cube, là đặc điểm nổi bật nhất của nó. Các cơ sở, được đặt tên theo nhà du hành vũ trụ quá cố của tàu con thoi Challenger Ellison Onizuka, đã từng là cơ sở kiểm soát vệ tinh nhân tạo chính của lực lượng vũ trang của Hoa Kỳ cho đến khi tháng tám 2010.
Sunnyvale là một trong vài thành phố của Mỹ có một Sở an toàn công cộng thống nhất, nơi mà tất cả cán bộ, nhân viên được đào tạo như các nhân viên cứu hỏa, cảnh sát, và EMTs, để họ có thể đáp ứng với trường hợp khẩn cấp trong bất kỳ của ba vai trò.
Thành phố có Thư viện Công cộng Sunnyvale, nằm tại Trung tâm Civic Sunnyvale